# انتخابات شهرداری‌های جمهوری چک (۲۰۱۸)
انتخابات شهرداری‌های جمهوری چک (۲۰۱۸) (انگلیسی: Czech municipal elections, 2018) در اکتبر در جمهوری چک برگزار شد. بعد از پراگ، برنو، پلزن، استراوا و لیبرتس از شهرهای مهم این جمهوری هستند. بیش از ۹۰ درصد جمعیت این کشور را چک‌ها تشکیل می‌دهند. زبان رسمی این کشور چک است.